# Leslie Scott
Leslie Ann Scott (Dar es Salaam, 18 dicembre 1955) è un'autrice di giochi britannica, nota per aver inventato il gioco da tavolo Jenga nel 1983.

## Biografia
Nata nel Tanganica, all'epoca colonia britannica (oggi Tanzania), Scott è cresciuta in Africa orientale e occidentale, si è formata in Uganda, Kenya, Sierra Leone, Ghana e Gran Bretagna. È sposata con lo zoologo e professore dell'Università di Oxford Fritz Vollrath. Hanno due figli, Frederica e Digby.
Dopo aver inventato il gioco Jenga, presentato alla Fiera del Gioco di Londra nel 1983, ha fondato la Oxford Games Ltd nel 1991. È inoltre la fondatrice della Smithsonian UK Charitable Trust.

## Opere

### Giochi
- Jenga, 1983
- con Sara Finch, The Great Western Railway Game, Gibson Games, 1985. Pubblicato in occasione del 150º anniversario della compagnia ferroviaria che dà il nome al gioco.
- con Sara Finch, The Bodleian Game, The Bodleian Library, 1988
- con Sara Finch, The Hieroglyphs Game, Oxford Games, 1989. Semplice gioco educativo n cui le pedine dei giocatori devono raggiungere le caselle rappresentanti i geroglifici sulla loro scheda.
- con Sara Finch, Tabula, the Roman game, Oxford Games, 1990. Una versione del gioco romano del Tabula, che si ritiene essere un antenato del moderno Backgammon
- con Sara Finch, The Game of Maze, Oxford Games, 1990.
- con Sara Finch, Playing Shakespeare, Oxford Games, 1990. I giocatori devono citare versi dalle commedie di William Shakespeare per occupare posti sul tabellone e vincere.
- con Sara Finch, Anagrams, the game of juggling words, Oxford Games, 1991
- con Sara Finch, Ex Libris, the game of first lines and last words, Oxford Games, 1991. Gioco a quiz in cui si deve indovinare la prima o ultima riga di un romanzo famoso. È possibile anche bluffare inventando una riga.
- con Sara Finch, Tudor Joust, Oxford Games, 1992.
- con Sara Finch, Cloister Games, Oxford Games, 1992. Raccolta di quattro antichi giochi medievali, (Fox and Geese, Merels (il Mulino), Alquerque (un progenitore della Dama e infine Fierges, simile alla Dama ma senza la regola sul soffiare la pedina avversaria)
- Bookworm, the game of reading and remembering, 1994
- con Sara Finch, Retro, Oxford Games, 1993. Gioco di quiz basato sulle collezioni artistiche di tre grandi musei londinesi
- con Sara Finch, Inns & Taverns, Oxford Games, 1995. Gioco di percorso, sul tabellone di gioco sono raffigurate famose osterie e taverne inglesi
- con Sara Finch, Inspirations, Oxford Games, 1994. Creato per il Fitzwilliam Museum, un gioco di quiz al contrario: i giocatori devono scrivere le domande piuttosto che le risposte (che vengono date dal gioco).
- con Sara Finch, Runestone, Oxford Games, 1995. I giocatori tirano dadi decorati con rune anglosassoni e rimuovono i loro segnalini dal tabellone secondo il risultato
- con Sara Finch, Ludus Romanus, Oxford Games, 1996. Una ricostruzione del gioco romano del Latrunculi (le regole originali sono andate perdute)
- con Sara Finch, Royal Comette, Oxford Games, 1996. I giocatori devono piazzare sequenze complete di carte sul tabellone per raccoglierle e fare punti. Il design del gioco è ispirato alla moda del 1682, anno della scoperta della cometa di Halley.
- con Sara Finch, Sailor Knot, Oxford Games, 1996.
- con Sara Finch, The Celtic Game, Oxford Games, 1997. Dichiaratamente basato sul gioco celtico Tawlbwrdd
- con Sara Finch, Flummox, Oxford Games, 1998. I giocatori devono inventare la traduzione di parole straniere e votare quella più credibile.
- Jenga Blast, Hasbro, 2009. Variante del Jenga in cui i pezzi sono in gommapiuma invece che in legno e devono essere rimossi con un getto d'aria.
- con Sara Finch, Hazard, Oxford Games. Una versione di un antico gioco di dadi chiamato Hasard a cui è stato aggiunto il tema dei I racconti di Canterbury

### Libri
- About Jenga, the remarkable business of creating a game that became a household name[5]

## Onorificenze
Ha ricevuto nel 2010 il premio Wonder Women of Toys Inventor/Designer Award, e nel 2012 il premio Tagie Award for Excellence in Game Design.